# Сянтан
Сянтан е град в провинция Хунан, Югоизточен Китай. Общото население на целия административен район, който включва и града, е 2 752 171 жители, а градската част е с 684 600 жители (2010 г.). Общата площ на целия административен район е 5006 кв. км, а града е с площ от 280 кв. км. Намира се в часова зона UTC+8. Градът разполага с пътен, жп и речен транспорт. Автобусна линия свързва града с международно летище.

## Личности
- Мао Дзъдун – 1-ви председател на ККП

## Побратимени градове
- Леон (Испания)
- Луцк (Украйна)
- Южен Ел Монти (Калифорния, САЩ)